# 贄持之子
贄持之子（にえもつのこ）は、『古事記』、『日本書紀』に記述される大和国の国津神。『書紀』では、苞苴担之子（にえもつのこ、にえもつがこ）と表記される。阿太の養鸕部の始祖（『古事記』では、「阿陀（あだ）の鵜養（うかい）の祖（おや）」と記される）。

## 概要
『記』の記述には、神武天皇が東征のおり、熊野村で大きな熊に出会い、突如疲れてしまい（『書紀』では神の毒気に当てられた、とある）、高倉下（たかくらじ）の持ってきた剣、佐士布都剣神（さじふつのかみ）によって救われた。さらに八咫烏の先導により吉野河の河尻（河口）、現在の五條市あたりへ入ったところで、
このあと、伊波礼毘古は井氷鹿、石押分之子と出会うわけなのだが、当該箇所は、『日本書紀』巻第三には、
と記されており、兄猾（えうかし）討伐の後の物語になっている。磐余彦（神武天皇）が菟田（うだ）の穿邑（うかちのむら）から吉野を見たいと望まれ、「親（みずか）ら軽兵（いささけきいくさ）を率ゐて、巡り幸（いでま）す」と述べられている。国津神に出会う順番も、井光・磐排別之子の後に改変されている。

## 考証
「贄」は神または天皇に供する貢納物（山野河海の食料品）の一種で、はじめは共同体の首長が神に貢納していたものが、地方首長の天皇への貢納物へと変化していった。天皇はそれらを口にすることで、その領有権を確認していた。「苞苴」とは、わらづと（わらなどを束ね、中に食品を包んだもの）、贈り物、みやげものを指す語であり、「にへもつのこ」で、「神や天皇に捧げる食物を持つ者という意味になる。